# Robert Haskell
Robert N. Haskell, född 24 augusti 1903 i Bangor, Maine, död där 3 december 1987, var en amerikansk republikansk politiker. Han innehade  guvernörsämbetet i Maine i fem dygn i januari 1959.
Haskell utexaminerades 1925 från University of Maine. År 1958 tillträdde han som verkställande direktör för Bangor Hydro-Electric Company där han hade en lång karriär bakom sig.
Haskell deltog i republikanernas konvent inför 1948 och 1952 års presidentval i USA.
Guvernör Edmund Muskie avgick i januari 1959 några dagar före mandatperiodens slut för att tillträda som ledamot av USA:s senat och efterträddes av Haskell. Redan den 7 januari tillträdde Clinton Clauson som ny guvernör.